# Mateusz Szczepaniak
Mateusz Szczepaniak, född 10 februari 1987, speedwayförare som kör i Rospiggarna.